# Лопушенко Ігор Андрійович
Ігор Андрійович Лопушенко (нар. 22 червня 1999, Кіровоград, Україна) — український футболіст, лівий півзахисник кропивницької «Зірки».

## Життєпис
Народився у Кіровограді. Вихованець місцевої КДЮСШ-2, у футболці якої з 2011 по 2016 рік виступав в юнацькому чемпіонаті Кіровоградської області та ДЮФЛУ. У другій половині сезону 2016/17 років перейшов до «Зірки», де спочатку виступав за юнацьку команду. Наступного сезону дебютував за молодіжну команду кропивничан. У середині липня 2018 року продовжив угоду з клубом. У футболці першої команди кропивницького клубу дебютував 22 липня 2018 року в програному (0:2) домашньому поєдинку 1-го туру Першої ліги України проти луцької «Волині». Ігор вийшов на поле на 88-й хвилині замість Івана Рудницького. У першій половині сезону 2018/19 років виходив на поле в 11-ти поєдинках Першої ліги України та 1-му матчі кубку України. Потім виступав за кропивницький клуб у чемпіонаті Кіровоградської області.
На початку липня 2019 року вільним агентом залишив «Зірку» та виїхав до Польщі, де уклав договір з «П'ястом». У футболці жміґрудського клубу дебютував 24 серпня 2019 року в переможному (4:2) домашньому поєдинку 3-ї групи Третьої ліги проти рибницького РОВа. Лопушенко вийшов на поле на 83-й хвилині замість Патрика Лукашевського. Загалом у 2019 році виходив на поле у 8-ми матчах Третьої ліги Польщі.
На початку 2020 року повернувся до «Зірки», у складі якої в другій половині сезону 2019/20 років виступав в аматорському чемпіонаті України. У середині серпня 2020 року перебрався до «Перемоги». У футболці дніпровського клубу дебютував 29 серпня 2020 року в програному (0:2) виїзному поєдинку першого раунду кубку України проти кременчуцького «Кременя». Лопушенко вийшов на поле на 68-й хвилині замість Владислава Цуркана. Проте цей матч виявився для гравця єдиним у складі «Перемоги». У середині вересня 2020 року став гравцем «Черкащини». У футболці черкаського клубу дебютував 4 жовтня 2020 року в нічийному (1:1) виїзному поєдинку 5-го туру групи Б Другої ліги України проти свого колишнього клубу, дніпровської «Перемоги». Загалом у першій половині сезону 2020/21 років провів 5 поєдинків за «Черкащину» в Першій лізі України.
На початку серпня 2021 року повернувся до «Зірки», з якою продовжив виступи в аматорському чемпіонаті України.
Окрім футболу, з 2021 року виступає за футзальний клуб «Земельник» (Кропивницький). З 2023 року у складі кропивницького клубу виступає в Другій лізі України (провів 6 поєдинків).